# Ломыш (Хойникский район)
Ло́мыш (бел. Ло́мыш) — упразднённая деревня в Судковском сельсовете Хойникского района Гомельской области Беларуси.

## География

### Экология и природа
В связи с радиационным загрязнением после Чернобыльской катастрофы жители переселены в места не загрязнённые радиацией.

### Гидрография
В 4 км на северо-запад от деревни река Турья впадает в Припять. Около деревни расположено озеро Ломыш.

## История
Памятники археологии – два поселения раннего и среднего неолита, находящиеся в 1,5 и в 2 км на юго-восток от деревни, что свидетельствует о заселении этих мест людьми с древних времён. В аннотации к делу № 20559 Национального исторического архива Беларуси в Минске (Ф. 142. Оп. 3), датированному 1835 г., сказано, что Ломыш в прошлом – поиезуитское имение, т. е. ещё раньше принадлежал самим иезуитам. Кассация названного ордена произошла в 1773 г. К тому времени следует относить и первое возможное упоминание о Ломыше. В 1831 году это – деревня с 16 дворами, 81 жителем и фольварк Ломыш (имелись жилые и хозяйственные строения, мельница) находились во владении Петра Александровича. Рядом располагалась деревня Новый Ломыш с 11 дворами и 72 жителями (1835 г.), которая вместе с деревней Буда входила в состав фольварка Марьянов, бывшего собственностью Константина Александровича. В 1844 – 1845 годы 2 имения: Ломыш (часть деревни Новый Ломыш и Антонов) – владение Петра Александровича, и Новый Ломыш (деревни Слободка и Буда) – владение Константина Александровича. В 1876 году Ломыш – имение в Юровичской волости Речицком уезде Минской губернии, владение панов Александровичей. В "Списке землевладельцев Минской губернии" на 1889 г. дворянка Анна Петровна Евплова владела в Старом Ломыше	2300 десятинами земли, а купец Дмитрий Трофимович Мыслин в Новом Ломыше	– 2700 десятинами. В 1897 году в деревнях Старый и Новый Ломыш находились хлебозапасный магазин и 2 ветряных мельницы.
С 8 декабря 1926 года центр Ломышского сельсовета Юровичского района Речицкого, с 9 июня 1927 года Мозырского округов, с 10 ноября 1927 года в Тульговичском сельсовете (ликвидирован в 1986 году) этого же района и округа (до 26 июля 1930 года), с 8 июля 1931 года в Хойникском районе, с 20 февраля 1938 года Полесской, с 8 января 1954 года Гомельской областей.
Жители переселены в мае 1991 г.
До 31 декабря 2009 года в Дворищанском сельсовете, который переименован в Судковский.

## Население

### Численность
- 1986 год — 460 жителей
- 1990—1991 годы — жители переселены

### Динамика
- 1831 год — 16 дворов, 81 житель
- 1835 год — 11 дворов, 72 жителя
- 1845 год — 19 дворов, 98 жителей (Ломыш); 15 дворов, 109 жителей (Новый Ломыш)
- 1897 год — 27 дворов, 217 жителей (Старый Ломыш); 29 дворов, 154 жителя (Новый Ломыш)
- 1908 год — 70 дворов, 361 житель
- 1917 год — 53 двора, 300 жителей (Старый Ломыш) 48 дворов, 297 жителей (Новый Ломыш)
- 1926 год — 150 дворов, 771 житель
- 1959 год — 844 жителя (согласно переписи)
- 1970 год — 862 жителя
- 1980-е годы — жители переселены

## Достопримечательность
- Ломыш — археологические памятники: поселения раннего и среднего неолита[3][4][5][6].
  - Поселение-1. Находится в 1,5 км к юго-востоку от деревни, на юго-западном склоне большого песчаного холма. Высота над поплавом р. Припять 3-4 м. Обнаружили в 1960 году В. Ф. Исаенко и А. П. Гарченко, исследовал в 1961—1963 годах и в 1973 году В. Ф. Исаенко. Культурный слой 0,1-0,2 м, прослеженный в течение около 400 м. найдены 42 кремниевых орудия труда, 220 обработанных кремней, 140 фрагментов 8-9 лепных горшков.
  - Поселение-2. Стоянка каменного – бронзового веков Ломыш-2 (12–2 тыс. до н.э.) —  Историко-культурная ценность Республики Беларусь, шифр 313В000797. Находится в 2 км к юго-востоку от деревни, на песчаном останце террасы, что с запада ограничено поплавом р. Припять. Обнаружил в 1962 году и исследовал в 1963 и 1972 годах В. Ф. Исаенко. Культурный слой протяженностью 90 м. найдено 49 кремниевых орудий труда, 250 обработанных кремней, 110 обломков 7-8 неолитических горшков.

## Известные уроженцы
- Антонюк Любовь Адамовна — учёный-лингвист, специалист в области белорусского языкознания, доктор филологических наук, профессор